# 马劳伊·帕劳伊高原
马劳伊·帕劳伊高原（Marai Parai）位于马来西亚基纳巴卢山西北部。1987年，第一次记录到从马劳伊·帕劳伊高原登顶基纳巴卢山。
马劳伊·帕劳伊高原得名于常见于高原和稻田中的芦苇样植物。
马劳伊·帕劳伊高原上存在着许多著名的猪笼草属植物，包括马来王猪笼草（Nepenthes rajah）、斑豹猪笼草（Nepenthes burbidgeae）、劳氏猪笼草（Nepenthes lowii）、爱德华猪笼草（Nepenthes edwardsiana）、暗色猪笼草（Nepenthes fusca）和毛盖猪笼草（Nepenthes tentaculata）。